# Los objetos nos llaman
Los objetos nos llaman es una selección de los mejores cuentos de Juan José Millás. Dividido en dos partes fundamentales «Los orígenes», temas del pasado y la infancia, y «La vida», cuentos protagonizados por los mismos personajes o nuevos pero ya de adultos.

## Sinopsis
Juan José Millás es un maestro de la distancia corta. Estos cuentos son el complemento ideal para cualquier dieta literaria, el compañero de viaje perfecto. Guardan en común la escritura rápida y precisa, la sorpresa, el humor, la inquietud, ese toque onírico tan característico de la narrativa despierta del inigualable Juan José Millás.

## Referencia bibliográfica
- Juan José Millás (2008), Los objetos nos llaman, Ciudad: Ediciones editoriales, ISBN 84-322-1261-X